# Achelia serratipalpis
Achelia serratipalpis là một loài nhện biển trong họ Ammotheidae. Loài này thuộc chi Achelia. Achelia serratipalpis được miêu tả khoa học năm 1911 bởi Bouvier.